# Primo Reggiani
Primo Reggiani (Roma, 5 novembre 1983) è un attore italiano.

## Biografia
Figlio dell'attore toscano Aldo Reggiani e dell'attrice pugliese Caterina Costantini, debutta giovanissimo nel film TV Favola (1996), regia di Fabrizio De Angelis, con Ambra Angiolini. Nel 1997 ha una parte ne La piovra 8 - Lo scandalo, regia di Giacomo Battiato, dove interpreta Tano Cariddi da adolescente. Nel 1998 esordisce nel cinema con il film L'ultimo capodanno, regia di Marco Risi. Successivamente lavora in piccoli ruoli, soprattutto in varie produzioni televisive. Il suo primo ruolo da protagonista è quello di Fernando nel film Rosa Funzeca (2002), regia di Aurelio Grimaldi.
Nel 2005 diventa popolare con il ruolo di Antonio Pironi nella serie TV trasmessa da Rai Uno, Orgoglio capitolo secondo e soprattutto con quello di Simone Astarita in Grandi domani, in onda su Italia 1. Sempre nello stesso anno gira il film Melissa P., tratto dal libro 100 colpi di spazzola prima di andare a dormire di Melissa Panarello. In seguito gira Scrivilo sui muri (2007), in cui è protagonista insieme a Cristiana Capotondi, regia di Giancarlo Sarchilli, e Polvere, regia di Danilo Proietti e Massimiliano D'Epiro, quest'ultimo più volte rimandato per poi uscire nel maggio 2009.
Tra il 2006 e il 2008 appare nuovamente su Rai Uno, con il ruolo di Antonio Dentici, nelle due stagioni della serie TV Raccontami. Nel 2010 appare su Canale 5 in R.I.S. Roma - Delitti imperfetti, nel quale interpreta il Sottotenente Emiliano Cecchi. Ancora sul grande schermo appare nei film: Fratelli (2007), regia di Andrea Di Bari, e La siciliana ribelle (2009), regia di Marco Amenta. Inoltre partecipa ad un episodio di Feisbum - Il film (2009), pellicola in otto episodi ispirata al social network Facebook. Del 2010 sono Baciami ancora, regia di Gabriele Muccino, L'imbroglio nel lenzuolo, regia di Alfonso Arau e, Le ultime 56 ore, regia di Claudio Fragasso. Nel 2023 è tra i protagonisti di Improvvisamente a Natale mi sposo, per la regia di Francesco Patierno, con Diego Abatantuono.

## Vita privata
Dal 2008 al 2011 ha avuto una relazione con l'attrice Martina Stella. Dal 2014 al 2016 è stato legato sentimentalmente all'ex velina di Striscia la notizia Costanza Caracciolo. Il 1º settembre 2021 è diventato papà per la prima volta di Romeo, avuto con la sua attuale compagna Federica Pacchiarotti.

## Filmografia

### Cinema
- L'ultimo capodanno, regia di Marco Risi (1998)
- I volontari, regia di Domenico Costanzo (1998)
- A Deadly Compromise, regia di Giovanni Robbiano (2000)
- Quello che le ragazze non dicono, regia di Carlo Vanzina (2000)
- Rosa Funzeca, regia di Aurelio Grimaldi (2002)
- La vita come viene, regia di Stefano Incerti (2003)
- Melissa P., regia di Luca Guadagnino (2005)
- Scrivilo sui muri, regia di Giancarlo Scarchilli (2007)
- Fratelli, regia di Andrea Di Bari (2007)
- Polvere, regia di Massimiliano D'Epiro e Danilo Proietti (2009)
- La siciliana ribelle, regia di Marco Amenta (2009)
- Feisbum - Il film, regia di Alessandro Capone, episodio Default (2009)
- Baciami ancora, regia di Gabriele Muccino (2010)
- Le ultime 56 ore, regia di Claudio Fragasso (2010)
- L'imbroglio nel lenzuolo, regia di Alfonso Arau (2010)
- Qualche nuvola, regia di Saverio Di Biagio (2011)
- Fantasmi - Italian Ghost Stories, regia di Andrea Gagliardi, episodio Offline (2011)
- Ci vediamo a casa, regia di Maurizio Ponzi (2012)
- Universitari - Molto più che amici, regia di Federico Moccia (2013)
- La ragazza dei miei sogni, regia di Saverio Di Biagio (2017)
- Ovunque tu sarai, regia di Roberto Capucci (2017)
- Lovers - Piccolo film sull'amore, regia di Matteo Vicino (2017)
- Takeaway, regia di Renzo Carbonera (2021)
- Improvvisamente a Natale mi sposo, regia Francesco Patierno (2023)
- Francesca e Giovanni, regia di Ricky Tognazzi e Simona Izzo (2025)

### Televisione
- Favola, regia di Fabrizio De Angelis – film TV (1996)
- Uno di noi – serie TV (1996)
- La piovra 8 - Lo scandalo, regia di Giacomo Battiato – miniserie TV (1997)
- Anni '50, regia di Carlo Vanzina – miniserie TV (1998)
- Lui e lei – serie TV, episodio 01x08 (1998)
- Ciao professore – serie TV (1999)
- Turbo – serie TV (1999)
- Una donna per amico 2 – serie TV (1999)
- La squadra – serie TV (2000)
- L'ultimo sogno – serie TV (2000)
- Lo spareggio – serie TV (2000)
- Il bello delle donne – serie TV (2001)
- Don Matteo 2 – serie TV, episodio Scherzare col fuoco (2001)
- Ma il portiere non c'è mai? – serie TV (2002)
- Ics - L'amore ti dà un nome, regia di Alberto Negrin – miniserie TV (2003)
- Elisa di Rivombrosa – serie TV (2003)
- Diritto di difesa – serie TV (2004)
- Orgoglio – serie TV (2004-2005)
- Grandi domani – serie TV (2005)
- Raccontami – serie TV (2006-2008)
- Ne parliamo a cena, puntata pilota presentata al Roma Fiction Roma Fiction Fest – serie TV (2008)
- R.I.S. Roma - Delitti imperfetti – serie TV (2010-2012)
- Mia madre, regia di Ricky Tognazzi – miniserie TV (2010)
- La figlia del capitano, regia di Giacomo Campiotti – miniserie TV (2012)
- Una grande famiglia – serie TV (2012-2015)
- È arrivata la felicità – serie TV (2017-2018)
- La vita promessa – serie TV (2018-2020)
- L'amore strappato, regia di Ricky Tognazzi e Simona Izzo – miniserie TV (2019)
- Mina Settembre – serie TV (2021-2022)
- Speravo de morì prima, regia di Luca Ribuoli – miniserie TV (2021)
- Lea – serie TV (2022-2023)
- Il patriarca – serie TV (2023-2024)

### Web TV
- Io tra 20 anni, regia di Ivan Silvestrini (2015)

### Cortometraggi
- Violent Loop, regia di Mauro Meconi (2006)
- Il fantasma del frigorifero, regia di Leonardo Sbragia (2007)
- All Human Rights for All, regia di Giorgio Treves (2008)

## Teatrografia parziale
- Caravaggio il maledetto, regia di Ferdinando Ceriani (2023-2024)
- Uno, nessuno e centomila, regia di Nicasio Anzelmo (2025)

## Videoclip
- Guardarti dentro di Alexia (2008)
- Casting dei Mambassa (2010)
- Ci vediamo a casa di Dolcenera (2012)

## Premi e riconoscimenti
- Valdarno Cinema Fedic 2008 - Miglior attore protagonista per Fratelli
- Roma Fiction Fest 2009 - Migliore attore non protagonista per Raccontami
- Premio Sette Colli 2017 - Riconoscimento Speciale per il film Ovunque tu sarai